# Novodmîtrivka, Rozdilna
Novodmîtrivka (în ucraineană Новодмитрівка) este un sat în comuna Rozdilna din raionul Rozdilna, regiunea Odesa, Ucraina.

## Demografie
Componența lingvistică a localității Novodmîtrivka
     Ucraineană (87,91%)
     Rusă (7,69%)
     Română (4,4%)
Conform recensământului din 2001, majoritatea populației localității Novodmîtrivka era vorbitoare de ucraineană (87,91%), existând în minoritate și vorbitori de rusă (7,69%) și română (4,4%).